# اینید مارکی
اینید مارکی (انگلیسی: Enid Markey؛ ۲۲ فوریه ۱۸۹۴ – ۱۵ نوامبر ۱۹۸۱) بازیگر اهل ایالات متحده آمریکا بود.
وی نخستین بازیگر نقش «جین» (همسر تارزان) در تاریخ سینماست.

## فیلم‌شناسی
از فیلم‌ها یا برنامه‌های تلویزیونی که وی در آن نقش داشته است می‌توان به تارزان فرزند گوریل‌ها، داستان عاشقانه تارزان، شهر عریان و تمدن اشاره کرد.